# Avenida Ancízar López
La Avenida Ancízar López es una vía arteria de la ciudad de Armenia, Colombia. Sirve de conexión al sur con el norte de la ciudad, rodeando el centro de la misma. El nombre de la vía es un homenaje a Ancízar López, quien fuera uno de los principales propulsores para creación del departamento del Quindío.

## Trazado
Inicia en la Calle 10, bordeando el centro de la ciudad hasta llegar al ordenador vial de La Constitución. Finaliza su trasado en el ordenador vial Misael Pastrana, sector conocido como La Cejita para luego tomar hacia el sur por la Avenida Guillermo León Valencia o la Avenida Calle 30. A pesar de que es una de las avenidas más cortas con 1,7 kilómetros de recorrido, su principal función es recibir, en la conexión de la calle 20, a los vehículos provenientes de Bogotá, Ibagué o Calarcá y facilitar su acceso al sur, centro y norte de Armenia, lo que la hace, junto con la Avenida Guillermo León Valencia, una de las más congestionadas de la ciudad.

## Sitios relevantes en la vía
- Parque Cafetero.
- Palacio de Justicia Fabio Calderón Botero.[1]
- Barranquismo Alegoría a Armenia.
- Parque La Constitución.